# Anna Schieber

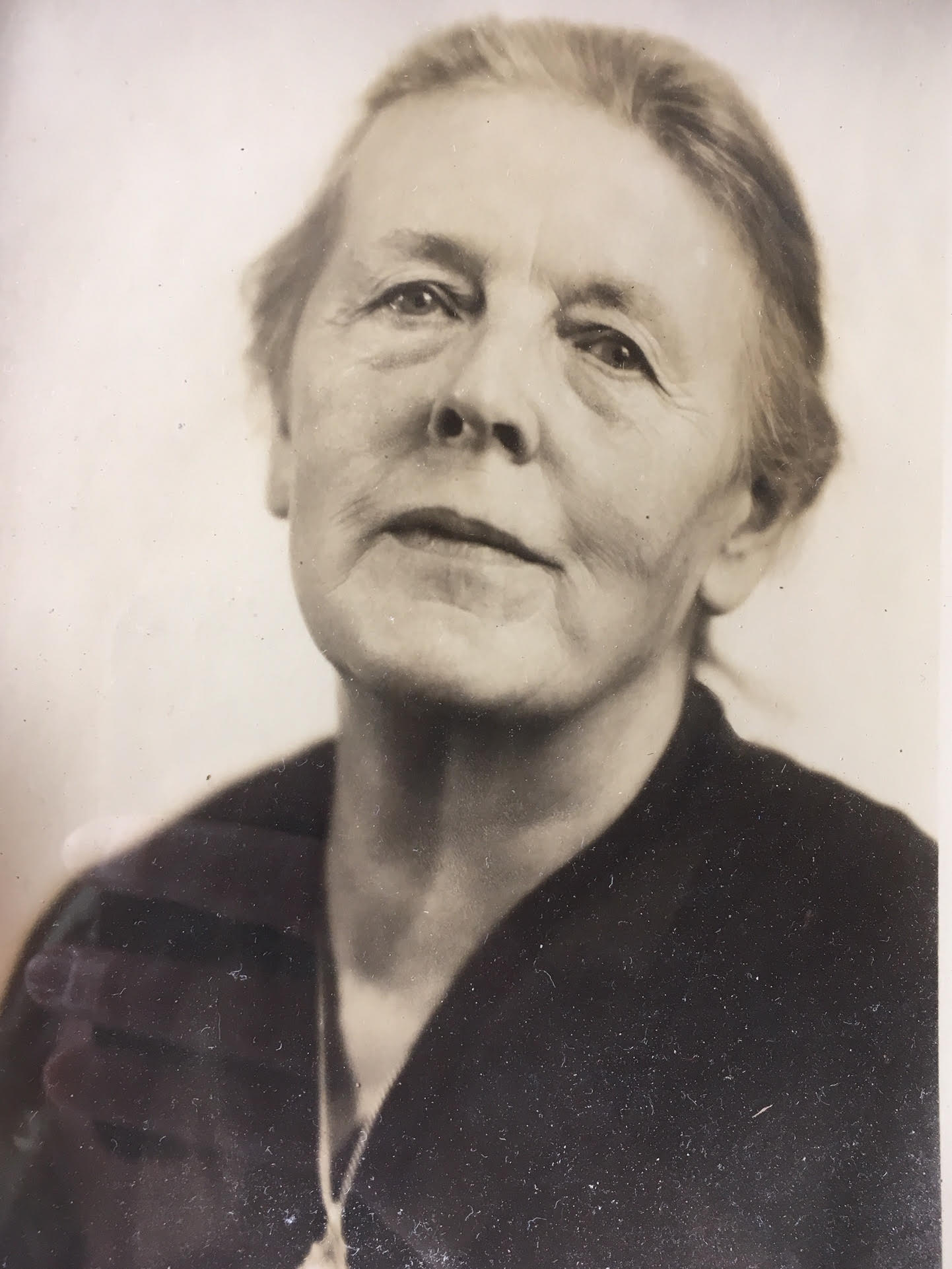
Anna Schieber

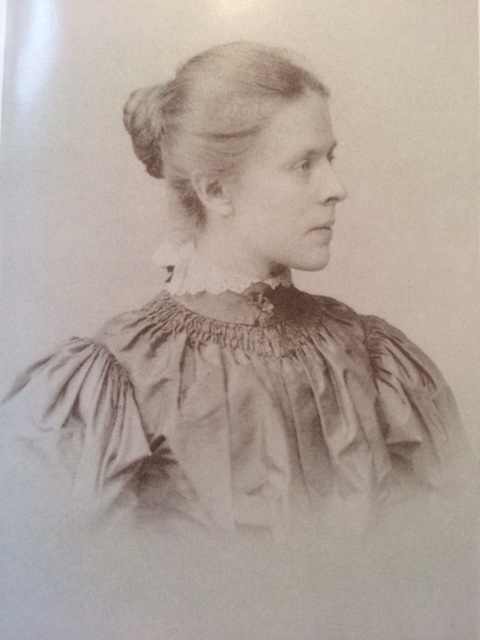
Anna Schieber als junge Frau

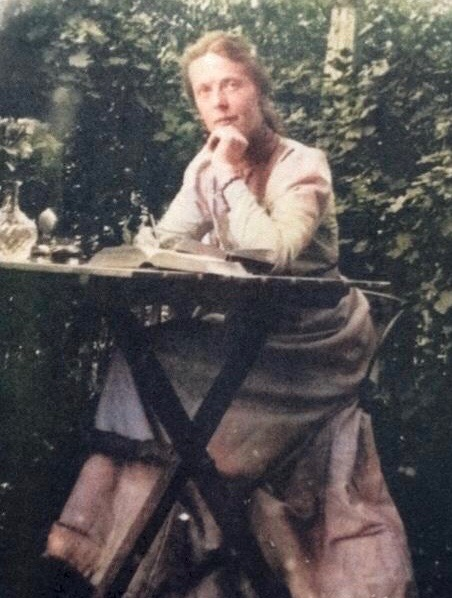
Anna Schieber in Weingarten

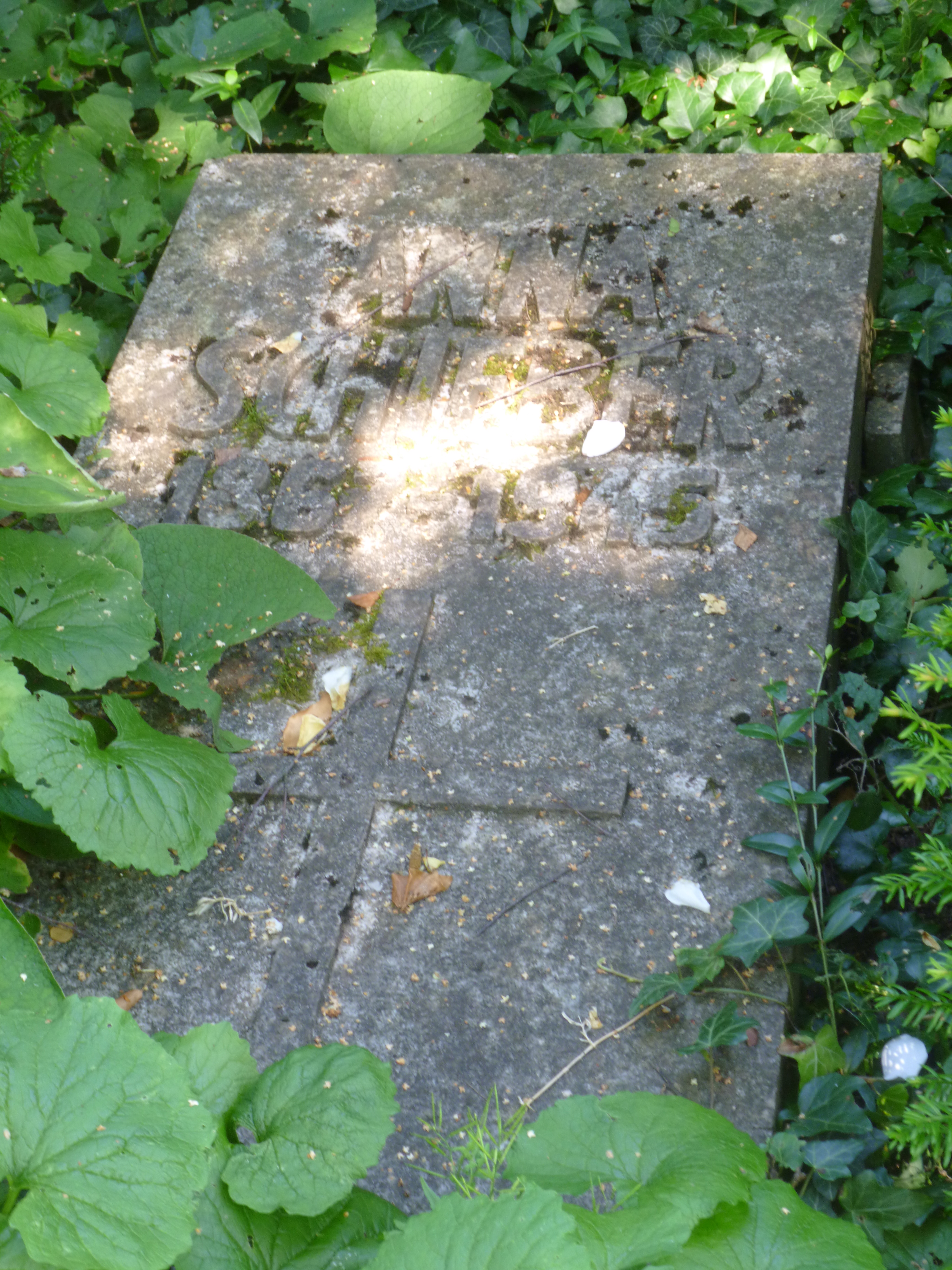
Anna Schiebers Grab auf dem Stadtfriedhof Tübingen

Anna Schieber (geboren 12. Dezember 1867 in Esslingen am Neckar als Anna Dorothea Schieber, gestorben 7. August 1945 in Tübingen) war eine deutsche Schriftstellerin. Ihr Werk umfasst mehr als 60 Romane, Balladen, Novellen und Lieder.

## Leben
Anna Schieber entstammte einer kinderreichen schwäbischen Handwerkerfamilie des Küfermeisters Gottlob Jakob. Sie besuchte die Mädchenschule und arbeitete später erst als Haustochter, dann im Kunsthaus Schaller. Langjährige Krankheit führte dazu, dass sie sich im Selbststudium weiterbildete. Sie hatte einen sich lang hinziehenden Aufenthalt in einer Lungenheilstätte und unternahm mehrere Reisen, während sie ihre ersten schriftstellerischen Erfahrungen sammelte. Nachdem sie während des Ersten Weltkriegs in einem Lazarett beschäftigt gewesen war, widmete sie sich ab 1918 der Jugend- und Volksbildung und setzte sich für die politische Bildung von Frauen ein. 1919 war sie kurze Zeit Mitglied der Deutschen Demokratischen Partei.
Bereits 1897 veröffentlichte sie ihr erstes Buch Aus des lieben Gottes Garten unter dem Pseudonym Dora Hoffmann. Es folgten etwa 60 weitere Bücher, viele davon autobiographischer Art, alle geprägt vom Pietismus, volkstümlich und naturverbunden. Der Roman Alle guten Geister (1905), machte Schieber zur meistgelesenen Autorin ihrer Zeit. Die Sommer verbrachte sie in der Dichterklause in Tübingen, einem Haus Im Rotbad 38, das heute nicht mehr steht.
Sie hatte Kontakt zu Gruppen der evangelischen Jugendbewegung und war ab 1930 Mitglied im Köngener Bund. Sie gehörte ferner zu den Mitgliedern des 1938 gegründeten nationalsozialistisch gelenkten Schwäbischen Dichterkreises. Die neuere Forschung führt Schieber hinsichtlich ihrer Haltung zum Nationalsozialismus in der Rubrik „Indifferenz“.
Anna Schieber beging bald nach dem Ende des Zweiten Weltkriegs in Tübingen Suizid und wurde auf dem Stadtfriedhof beerdigt. Ihr Grab ist noch erhalten. Ein Teil ihres Nachlasses wird im Deutschen Literaturarchiv in Marbach aufbewahrt.

## Ehrungen
- 1936 (gemeinsam mit Ludwig Finckh und August Lämmle) Trägerin des mit 3.000 Reichsmark dotierten Schwäbischen Dichterpreises für Wachstum und Wandlung.
- Ehrenbürgerin der Stadt Tübingen.
- Sowohl in ihrer Geburtsstadt Esslingen als auch in Stuttgart-Degerloch, wo sie von 1918 bis 1944 mit ihrer Lebensgefährtin, der Frauenrechtlerin und Krankenpflegerin Marie Cauer, zusammenlebte, ist ein Anna-Schieber-Weg nach ihr benannt.

## Werk
Ein Schwerpunkt von Schiebers Werk sind Kinder- und Jugendbücher, sie schrieb aber auch Erzählungen für Erwachsene. Sie begann mit volkstümlichen und oft humorvollen Schilderungen des Alltags im schwäbischen Raum, woher auch ihr größter Leserkreis stammte. Spätere Erzählungen widmeten sich auch sozialen Themen: Frauen und Mütter im Gefängnis, welche Schieber selbst vor Ort interviewte; geistig und körperliche Behinderte; Unterprivilegierte, zwischenmenschliche Kontakte.
- Warme Herzen. Geschichte für große und kleine Leute, Stuttgart 1899
- Was des anderen ist. Eine Kindergeschichte auch für die Großen, 1900.
- Guckkastenbilder. Kindern und Kinderfreunden gezeichnet, 1901.
- Sonnenstrahlen. Stuttgart 1902.
- Sonnenhunger. Stuttgart 1903.
- Im Schloß Hausbaden und andere Erzählungen. Stuttgart 1904.
- Einen Sommer lang. Stuttgart 1904.
- Zugvögel und andere Geschichten für Kinder und Kinderfreunde. Stuttgart 1905.
- Alle guten Geister ... Roman (1905), Heilbronn 1907 (online – Internet Archive).
- Röschen, Jaköble und andere kleine Leute. Stuttgart 1907.
- Mareili und andere Erzählungen. Stuttgart 1909.
- Allerlei Kraut und Unkraut. Stuttgart 1910.
- Das braune Krüglein und andere Erzählungen. Stuttgart 1910.
- Gesammelte Immergrün-Geschichten. Stuttgart 1910.
- In der Sägemühle und andere Erzählungen. Stuttgart 1910.
- Im Isartal. Stuttgart 1911.
- Wanderschuhe und andere Erzählungen. Heilbronn 1911.
- Aus Kindertagen. München 1912.
- Fröhlich, fröhlich Weihnacht überall. Stuttgart 1912.
- Sum, sum, sum! Ein Liederbüchlein für die Mutter und ihre Kinder, Heilbronn 1912.
- Der Unnutz. Zugvögel, 1912.
- ... und hätte der Liebe nicht. Heilbronn 1912.
- Der Glückstag der Haderkornin. Stuttgart 1913.
- In der Klemmbachmühle. Stuttgart 1913.
- Jungfer Salomes Verwandtschaft. Stuttgart 1913.
- Das Kind und wir. Freiburg 1913.
- Wie die Kinder. Stuttgart 1913.
- Amaryllis und andere Geschichten. Heilbronn 1914.
- Guckkastenbilder. Stuttgart 1915.
- Heimat. Heilbronn 1915.
- Der fromme Maier. Heilbronn 1916.
- Geschichte von einer, die tat, was sie wollte. Stuttgart 1916.
- Das Kind. Heilbronn 1916.
- Kriegssommer. Heilbronn a.N. 1916.
- Die neue Zeit. Der Unnutz. Stuttgart 1916.
- Unterwegs. Stuttgart 1916.
- Ein Vater. Berlin 1916.
- Kameraden. Illustrator: Adolf Hildenbrand. Gotha 1917 (online – Internet Archive).
- Ludwig Fugeler. Heilbronn 1918.
- Alte Geschichten. Stuttgart 1919.
- Der Lebens- und Liebesgarten und andere Geschichten. Heilbronn 1919.
- Unser Bekenntnis zur neuen Zeit. Stuttgart 1919 (zusammen mit Hans Heinrich Ehrler)
- Von der stummen Kreatur. Wiesbaden 1919.
- Zwei Kino-Konferenzen. Stuttgart 1919.
- Bruder Tod. Heilbronn 1920.
- Das Opfer und andere Erzählungen. Heilbronn 1920.
- Drei Weihnachtsgeschichten. Stuttgart 1921 (zusammen mit Elisabeth Halden)
- Was des andern ist. Stuttgart 1921.
- Annegret. Stuttgart 1922.
- Die Erfüllung und andere Erzählungen. Heilbronn 1924.
- Das Hemd des Glücklichen. München 1924.
- Der Narr Gottes. Rudolstadt 1924.
- Rosel. Berlin-Dahlem 1924.
- Zur Genesung. München 1924.
- Lebenshöhe. Stuttgart 1925.
- Vom Innesein. Augsburg 1925.
- Aber nicht weiter sagen! Augsburg 1926.
- Aus Gesprächen mit Martina. Augsburg 1926.
- Bille Hasenfuß. Stuttgart 1926.
- Drei Ranken. Bielefeld 1926.
- Echte Menschen. Bielefeld 1926.
- Balladen und Lieder. Heilbronn 1927.
- Eh'ne wött mei Kend verkaufa. Stuttgart 1927.
- Der Zeitungsbub. Stuttgart 1928.
- Geschichten von gestern und heute, von mir und dir. Heilbronn 1930.
- Das große Ich. München 1930.
- Ein Tag aus Bimberleins Leben. Stuttgart 1930.
- Die Herzblüte und andere Weihnachtsgeschichten. Heilbronn 1931.
- Doch immer behalten die Quellen das Wort. Heilbronn 1932.
- Aus dem Weihnachtsbilderbuch. Heilbronn 1934.
- Aus Zeit und Überzeit. Heilbronn 1934.
- Der Bändelmann. Stuttgart 1934.
- Eine Geschichte vom Heimkommen. Stuttgart 1934.
- Die Laute. Heilige Familie. Gütersloh 1934.
- Ninetta. Stuttgart 1934.
- Was Annegret zu helfen fand. Stuttgart 1934.
- Zurückgesetzt? Stuttgart 1934.
- Wachstum und Wandlung. Tübingen 1935.
- Veronika und ihr Bruder. Stuttgart 1936.
- Das Unzerbrechliche. Novelle. 1937.
- Der Weinberg. Berlin 1937.
- Das große Angesicht. Tübingen 1938.
- Der Notpfennig. Heilbronn 1940.
- Macht der Güte. Heilbronn 1951.
- Aller Menschen Tag und Stunde. Heilbronn 1958.